# 2009–2010-es olasz labdarúgó-bajnokság (első osztály)
A 2009–2010-es olasz labdarúgó-bajnokság a Serie A a 78. kiírása. A szezonban a másodosztályból feljutott 3 csapat vett részt valamint az előző szezon első 17 helyezettje.
A sorsolást július 29-én tartották Rómában. Az első fordulóra augusztus 22-én valamint  23-án került sor.
A bajnok Internazionale viszonylag hamar az élre állt a szezon elején. Ezt követően 26 fordulón keresztül birtokolta első helyét. Az évadot gyengén kezdő ám a későbbiekben egyre jobb eredményeket elérő Roma előbb megközelítette majd meg is előzte a milánóiakat. Két fordulót követően azonban a kék-feketék visszaelőztek és meg is tartották pozíciójukat a bajnokság végéig, ezáltal megszerezvén a klub 18. bajnoki címét. A csapat ezzel duplázott mivel már korábban elhódították az olasz kupát. Később a triplázás is sikerült: a Bajnokok ligája döntőjében a német Bayern München együttesét múlták felül. A bajnoki versenyfutásban sokáig tartotta magát a Milan is de a 30. fordulót követően egyre több döntetlen illetve vereség következett és ez odáig vezetett, hogy a csapat kénytelen volt lemondani a Scudettóról.
A 4. még BL-t érő pozíciót a Sampdoria szerezte meg. A genovaiak jó kezdése után egy hullámvölgy következett amiből a szezon végére kikerültek. Az 5. helyezett Palermo Delio Rossi kinevezése után kapott szárnyra, akivel a 13. helyről egészen a 4. helyig jutottak. 5 fordulóval a vége előtt előzte meg őket a Sampdoria. A Napoli a szicíliaiakhoz hasonlóan rosszul kezdte az idényt, majd javuló tendenciát követően az élmezőnyhöz zárkózott fel. Nem sokáig tudták tartani jó helyezésüket és a 8. pozícióig csúsztak vissza. Végül a 6. helyen végeztek.
A várakozásokkal ellentétben igen gyengén szerepelt a Juventus. A zebrák Ciro Ferrara vezetésével ugyan a bajnokság feléig a Bajnokok ligája csoportkörében való indulást biztosító helyen álltak de a később egyre romló teljesítmény a fiatal edző leváltását eredményezte. Helyére Alberto Zaccheroni került akivel végül a 7. helyen zárt a klub.
Az újoncok közül a Parma illetve a Bari remek idényt tudhatott maga mögött. Előbbi 8. utóbbi 10. helyen végzett. Velük ellentétben a harmadik újonc Livorno rosszul szerepelt. Az évad közepi jó teljesítményt nem tudták tartani a bajnokság végéig így az utolsó helyen kiestek. A kiesés sorsára jutott az Atalanta valamint a Siena együttese is. Mindkét csapat kétszer cserélt edzőt a szezon folyamán ám ez sem hozott javulást.

## Csapatok

### Kiesett csapatok
A következő csapatok estek ki az előző idényben:
- Torino FC
- Reggina Calcio
- US Lecce

### Feljutott csapatok
A következő csapatok jutottak fel a másodosztály előző idényéből:
- AS Bari
- Parma FC
- AS Livorno Calcio

### Az induló csapatok
| Klub           | Város    | Stadion                   | Előző szezon                    |
| -------------- | -------- | ------------------------- | ------------------------------- |
| Atalanta       | Bergamo  | Atleti Azzurri d'Italia   | 11. a Serie A-ban               |
| Bari           | Bari     | San Nicola                | Bajnok a Serie B-ben            |
| Bologna        | Bologna  | Renato Dall'Ara           | 17. a Serie A-ban               |
| Cagliari       | Cagliari | Sant'Elia                 | 9. a Serie A-ban                |
| Catania        | Catania  | Angelo Massimino          | 15. a Serie A-ban               |
| Chievo         | Verona   | Marcantonio Bentegodi     | 16. a Serie A-ban               |
| Fiorentina     | Firenze  | Artemio Franchi (Firenze) | 4. a Serie A-ban                |
| Genoa          | Genova   | Luigi Ferraris            | 5. a Serie A-ban                |
| Internazionale | Milánó   | Giuseppe Meazza           | Bajnok a Serie A-ban            |
| Juventus       | Torino   | Olimpico (Torino)         | 2. a Serie A-ban                |
| Lazio          | Róma     | Olimpico (Róma)           | 10. a Serie A-ban               |
| Livorno        | Livorno  | Armando Picchi            | Rájátszás győztes a Serie B-ben |
| Milan          | Milánó   | Giuseppe Meazza           | 3. a Serie A-ban                |
| Napoli         | Nápoly   | San Paolo                 | 12. a Serie A-ban               |
| Palermo        | Palermo  | Renzo Barbera             | 8. a Serie A-ban                |
| Parma          | Parma    | Ennio Tardini             | 2. a Serie B-ben                |
| Roma           | Róma     | Olimpico (Róma)           | 6. a Serie A-ban                |
| Sampdoria      | Genova   | Luigi Ferraris            | 13. a Serie A-ban               |
| Siena          | Siena    | Artemio Franchi (Siena)   | 14. a Serie A-ban               |
| Udinese        | Udine    | Friuli                    | 7. a Serie A-ban                |

## Vezetőedző-váltások

### Szezon előtti vezetőedző-változások
| Csapat    | Távozott vezetőedző | A távozás módja         | A távozás ideje | Érkezett vezetőedző | A kinevezés ideje |
| --------- | ------------------- | ----------------------- | --------------- | ------------------- | ----------------- |
| Milan     | Carlo Ancelotti     | Távozott a Chelseahez   | 2009. június 1. | Leonardo            | 2009. június 1.   |
| Sampdoria | Walter Mazzarri     | Közös megegyezés        | 2009. június 1. | Luigi Del Neri      | 2009. június 1.   |
| Palermo   | Davide Ballardini   | Lemondott               | 2009. június 5. | Walter Zenga        | 2009. június 5.   |
| Atalanta  | Luigi Del Neri      | Szerződés lejárt        | 2009. június 1. | Angelo Gregucci     | 2009. június 5.   |
| Catania   | Walter Zenga        | Közös megegyezés        | 2009. június 1. | Gianluca Atzori     | 2009. június 10.  |
| Lazio     | Delio Rossi         | Szerződés lejárt        | 2009. június 8. | Davide Ballardini   | 2009. június 16.  |
| Bari      | Antonio Conte       | Közös megegyezés        | 2009. június 8. | Gian Piero Ventura  | 2009. június 29.  |
| Livorno   | Gennaro Ruotolo     | Ügyvezetői időszak vége | 2009. július 9. | Vittorio Russo      | 2009. július 13.  |

### Szezon közbeni vezetőedző-változások
| Csapat   | Távozott vezetőedző  | A távozás módja         | A távozás ideje      | Helyezés a tabellán | Érkezett vezetőedző         | A kinevezés ideje    |
| -------- | -------------------- | ----------------------- | -------------------- | ------------------- | --------------------------- | -------------------- |
| Roma     | Luciano Spalletti    | Lemondott               | 2009. szeptember 1.  | 20.                 | Claudio Ranieri             | 2009. szeptember 2.  |
| Atalanta | Angelo Gregucci      | Kirúgták                | 2009. szeptember 21. | 20.                 | Antonio Conte               | 2009. szeptember 21. |
| Napoli   | Roberto Donadoni     | Kirúgták                | 2009. október 6.     | 15.                 | Walter Mazzarri             | 2009. október 6.     |
| Bologna  | Giuseppe Papadopulo  | Kirúgták                | 2009. október 20.    | 18.                 | Franco Colomba              | 2009. október 20.    |
| Livorno  | Vittorio Russo       | Kirúgták                | 2009. október 21.    | 20.                 | Serse Cosmi                 | 2009. október 21.    |
| Siena    | Marco Giampaolo      | Kirúgták                | 2009. október 29.    | 20.                 | Marco Baroni                | 2009. október 29.    |
| Palermo  | Walter Zenga         | Kirúgták                | 2009. november 23.   | 12.                 | Delio Rossi                 | 2009. november 23.   |
| Siena    | Marco Baroni         | Lemondott               | 2009. november 23.   | 20.                 | Alberto Malesani            | 2009. november 23.   |
| Catania  | Gianluca Atzori      | Kirúgták                | 2009. december 8.    | 19.                 | Siniša Mihajlović           | 2009. december 8.    |
| Udinese  | Pasquale Marino      | Kirúgták                | 2009. december 22.   | 15.                 | Gianni De Biasi             | 2009. december 22.   |
| Atalanta | Antonio Conte        | Lemondott               | 2010. január 7.      | 19.                 | Walter Bonacina (ügyvezető) | 2010. január 7.      |
| Atalanta | Walter Bonacina      | Ügyvezetői időszak vége | 2010. január 11.     | 19.                 | Bortolo Mutti               | 2010. január 11.     |
| Juventus | Ciro Ferrara         | Kirúgták                | 2010. január 29.     | 6.                  | Alberto Zaccheroni          | 2010. január 29.     |
| Lazio    | Davide Ballardini    | Kirúgták                | 2010. február 10.    | 18.                 | Edoardo Reja                | 2010. február 10.    |
| Udinese  | Gianni De Biasi      | Kirúgták                | 2010. február 21.    | 16.                 | Pasquale Marino             | 2010. február 21.    |
| Livorno  | Serse Cosmi          | Kirúgták                | 2010. április 5.     | 20.                 | Gennaro Ruotolo             | 2010. április 5.     |
| Cagliari | Massimiliano Allegri | Kirúgták                | 2010. április 13.    | 12.                 | Giorgio Melis (ügyvezető)   | 2010. április 13.    |

## A bajnokság végeredménye
| #  | Csapat         | M  | Gy | D  | V  | Lg | Kg | Gk  | P  | Megjegyzés                                   |
| -- | -------------- | -- | -- | -- | -- | -- | -- | --- | -- | -------------------------------------------- |
| 1  | Internazionale | 38 | 24 | 10 | 4  | 75 | 34 | +41 | 82 | 2010–2011-es UEFA-bajnokok ligája csoportkör |
| 2  | Roma           | 38 | 24 | 8  | 6  | 68 | 41 | +27 | 80 | 2010–2011-es UEFA-bajnokok ligája csoportkör |
| 3  | Milan          | 38 | 20 | 10 | 8  | 60 | 39 | +21 | 70 | 2010–2011-es UEFA-bajnokok ligája csoportkör |
| 4  | Sampdoria      | 38 | 19 | 10 | 9  | 49 | 41 | +8  | 67 | 2010–2011-es UEFA-bajnokok ligája selejtező  |
| 5  | Palermo        | 38 | 18 | 11 | 9  | 59 | 47 | +12 | 65 | 2010–2011-es Európa-liga rájátszás           |
| 6  | Napoli         | 38 | 15 | 14 | 9  | 50 | 43 | +7  | 59 | 2010–2011-es Európa-liga rájátszás           |
| 7  | Juventus 1     | 38 | 16 | 7  | 15 | 55 | 56 | −1  | 55 | 2010–2011-es Európa-liga selejtező           |
| 8  | Parma          | 38 | 14 | 10 | 14 | 46 | 51 | −5  | 52 |                                              |
| 9  | Genoa          | 38 | 14 | 9  | 15 | 57 | 61 | −4  | 51 |                                              |
| 10 | Bari           | 38 | 13 | 11 | 14 | 49 | 49 | 0   | 50 |                                              |
| 11 | Fiorentina     | 38 | 13 | 8  | 17 | 48 | 47 | +1  | 47 |                                              |
| 12 | Lazio          | 38 | 11 | 13 | 14 | 39 | 43 | −4  | 46 |                                              |
| 13 | Catania        | 38 | 10 | 15 | 13 | 44 | 45 | −1  | 45 |                                              |
| 14 | Chievo         | 38 | 12 | 8  | 18 | 37 | 42 | −5  | 44 |                                              |
| 15 | Udinese        | 38 | 11 | 11 | 16 | 54 | 59 | −5  | 44 |                                              |
| 16 | Cagliari       | 38 | 11 | 11 | 16 | 56 | 58 | −2  | 44 |                                              |
| 17 | Bologna        | 38 | 10 | 12 | 16 | 42 | 55 | −13 | 42 |                                              |
| 18 | Atalanta       | 38 | 9  | 8  | 21 | 37 | 53 | −16 | 35 | Kiesés a Serie B-be                          |
| 19 | Siena          | 38 | 7  | 10 | 21 | 40 | 67 | −27 | 31 | Kiesés a Serie B-be                          |
| 20 | Livorno        | 38 | 7  | 8  | 23 | 27 | 61 | −34 | 29 | Kiesés a Serie B-be                          |

Forrás: lega-calcio.it
Rendezési elv: 1. pontszám; 2. gólkülönbség; 3. lőtt gólok.
# = helyezés; M = játszott meccsek száma; Gy = győzelmek; D = döntetlenek; V = vereségek; Lg = lőtt gólok; Kg = kapott gólok; Gk = gólkülönbség; Pont = pontok; (B) = bajnok; (K) = kiesett; (F) = feljutott.

## Kereszttáblázat
| Hazai \ Vendég1 | ATA | BAR | BOL | CAG | CAT | CHV | FIO | GEN | INT | JUV | LAZ | LIV | MIL | NAP | PAL | PAR | ROM | SAM | SIE | UDI |
| Atalanta        |     | 1–0 | 1–1 | 3–1 | 0–0 | 0–1 | 2–1 | 0–1 | 1–1 | 2–5 | 3–0 | 3–0 | 1–1 | 0–2 | 1–2 | 3–1 | 1–2 | 0–1 | 2–0 | 0–0 |
| Bari            | 4–1 |     | 0–0 | 0–1 | 0–0 | 1–0 | 2–0 | 3–0 | 2–2 | 3–1 | 2–0 | 1–0 | 0–2 | 1–2 | 4–2 | 1–1 | 0–1 | 2–1 | 2–1 | 2–0 |
| Bologna         | 2–2 | 2–1 |     | 0–1 | 1–1 | 0–2 | 1–1 | 1–3 | 1–3 | 1–2 | 2–3 | 2–0 | 0–0 | 2–1 | 3–1 | 2–1 | 0–2 | 1–1 | 2–1 | 2–1 |
| Cagliari        | 3–0 | 3–1 | 1–1 |     | 2–2 | 1–2 | 2–2 | 3–2 | 1–2 | 2–0 | 0–2 | 3–0 | 2–3 | 3–3 | 2–2 | 2–0 | 2–2 | 2–0 | 1–3 | 2–2 |
| Catania         | 0–0 | 4–0 | 1–0 | 2–1 |     | 1–2 | 1–0 | 1–0 | 3–1 | 1–1 | 1–1 | 0–1 | 0–2 | 0–0 | 2–0 | 3–0 | 1–1 | 1–2 | 2–2 | 1–1 |
| Chievo          | 1–1 | 1–2 | 1–1 | 2–1 | 1–1 |     | 2–1 | 3–1 | 0–1 | 1–0 | 1–2 | 2–0 | 1–2 | 1–2 | 1–0 | 0–0 | 0–2 | 1–2 | 0–1 | 1–1 |
| Fiorentina      | 2–0 | 2–1 | 1–2 | 1–0 | 3–1 | 0–2 |     | 3–0 | 2–2 | 1–2 | 0–0 | 2–1 | 1–2 | 0–1 | 1–0 | 2–3 | 0–1 | 2–0 | 1–1 | 4–1 |
| Genoa           | 2–0 | 1–1 | 3–4 | 5–3 | 2–0 | 1–0 | 2–1 |     | 0–5 | 2–2 | 1–2 | 1–1 | 1–0 | 4–1 | 2–2 | 2–2 | 3–2 | 3–0 | 4–2 | 3–0 |
| Internazionale  | 3–1 | 1–1 | 3–0 | 3–0 | 2–1 | 4–3 | 1–0 | 0–0 |     | 2–0 | 1–0 | 3–0 | 2–0 | 3–1 | 5–3 | 2–0 | 1–1 | 0–0 | 4–3 | 2–1 |
| Juventus        | 2–1 | 3–0 | 1–1 | 1–0 | 1–2 | 1–0 | 1–1 | 3–2 | 2–1 |     | 1–1 | 2–0 | 0–3 | 2–3 | 0–2 | 2–3 | 1–2 | 5–1 | 3–3 | 1–0 |
| Lazio           | 1–0 | 0–2 | 0–0 | 0–1 | 0–1 | 1–1 | 1–1 | 1–0 | 0–2 | 0–2 |     | 4–1 | 1–2 | 1–1 | 1–1 | 1–2 | 1–2 | 1–1 | 2–0 | 3–1 |
| Livorno         | 1–0 | 1–1 | 0–1 | 0–0 | 3–1 | 0–2 | 0–1 | 2–1 | 0–2 | 1–1 | 1–2 |     | 0–0 | 0–2 | 1–2 | 2–1 | 3–3 | 3–1 | 1–2 | 0–2 |
| Milan           | 3–1 | 0–0 | 1–0 | 4–3 | 2–2 | 1–0 | 1–0 | 5–2 | 0–4 | 3–0 | 1–1 | 1–1 |     | 1–1 | 0–2 | 2–0 | 2–1 | 3–0 | 4–0 | 3–2 |
| Napoli          | 2–0 | 3–2 | 2–1 | 0–0 | 1–0 | 2–0 | 1–3 | 0–0 | 0–0 | 3–1 | 0–0 | 3–1 | 2–2 |     | 0–0 | 2–3 | 2–2 | 1–0 | 2–1 | 0–0 |
| Palermo         | 1–0 | 1–1 | 3–1 | 2–1 | 1–1 | 3–1 | 3–0 | 0–0 | 1–1 | 2–0 | 3–1 | 1–0 | 3–1 | 2–1 |     | 2–1 | 3–3 | 1–1 | 1–0 | 1–0 |
| Parma           | 1–0 | 2–0 | 2–1 | 0–2 | 2–1 | 2–0 | 1–1 | 2–3 | 1–1 | 1–2 | 0–2 | 4–1 | 1–0 | 1–1 | 1–0 |     | 1–2 | 1–0 | 1–0 | 0–0 |
| Roma            | 2–1 | 3–1 | 2–1 | 2–1 | 1–0 | 1–0 | 3–1 | 3–0 | 2–1 | 1–3 | 1–0 | 0–1 | 0–0 | 2–1 | 4–1 | 2–0 |     | 1–2 | 2–1 | 4–2 |
| Sampdoria       | 2–0 | 0–0 | 4–1 | 1–1 | 1–1 | 2–1 | 2–0 | 1–0 | 1–0 | 1–0 | 2–1 | 2–0 | 2–1 | 1–0 | 1–1 | 1–1 | 0–0 |     | 4–1 | 3–1 |
| Siena           | 0–2 | 3–2 | 1–0 | 1–1 | 3–2 | 0–0 | 1–5 | 0–0 | 0–1 | 0–1 | 1–1 | 0–0 | 1–2 | 0–0 | 1–2 | 1–1 | 1–2 | 1–2 |     | 2–1 |
| Udinese         | 1–3 | 3–3 | 1–1 | 2–1 | 4–2 | 0–0 | 0–1 | 2–0 | 2–3 | 3–0 | 1–1 | 2–0 | 1–0 | 3–1 | 3–2 | 2–2 | 2–1 | 2–3 | 4–1 |     |

Forrás: rsssf.com 
1A hazai csapatok a bal oldali oszlopban szerepelnek.
Színek: Zöld = hazai győzelem; Sárga = döntetlen; Piros = vendéggyőzelem.
 

## Gólszerzők
| Gól                             | Név                          | Csapat            |
| ------------------------------- | ---------------------------- | ----------------- |
| 29                              | Antonio di Natale            | Udinese           |
| 22                              | Diego Milito                 | Internazionale    |
| 19                              | Fabrizio Miccoli             | Palermo           |
| 19                              | Giampaolo Pazzini            | Sampdoria         |
| 15                              | Alberto Gilardino            | Fiorentina        |
| 14                              | Paulo Vitor Barreto de Souza | Bari              |
| 14                              | Marco Borriello              | Milan             |
| 14                              | Francesco Totti              | Roma              |
| 14                              | Mirko Vučinić                | Roma              |
| 13                              | Edinson Cavani               | Palermo           |
| 13                              | Alessandro Matri             | Cagliari          |
| 12                              | Marco Di Vaio                | Bologna           |
| 12                              | Samuel Eto'o                 | Internazionale    |
| 12                              | Sergio Floccari              | Lazio             |
| 12                              | Marek Hamšík                 | Napoli            |
| 12                              | Massimo Maccarone            | Siena             |
| 12                              | Alexandre Pato               | Milan             |
| 12                              | Ronaldinho                   | Milan             |
| 11                              | Adaílton Martins Bolzan      | Bologna           |
| 11                              | Maxi López                   | Catania           |
| 11                              | Sergio Pellissier            | Chievo            |
| 11                              | Fabio Quagliarella           | Napoli            |
| 11                              | Simone Tiribocchi            | Atalanta          |
| 10                              | Cristiano Lucarelli          | Livorno           |
| 9                               | Mario Balotelli              | Internazionale    |
| 9                               | Antonio Cassano              | Sampdoria         |
| 9                               | Alessandro Del Piero         | Juventus          |
| 9                               | Antonio Floro Flores         | Udinese           |
| 9                               | Jorge Andrés Martínez        | Catania           |
| 8                               | Valeri Bojinov               | Parma             |
| 8                               | Emanuele Calaiò              | Siena             |
| 8                               | Jedaias Capucho Neves        | Cagliari          |
| 8                               | Ezequiel Lavezzi             | Napoli            |
| 8                               | Giuseppe Mascara             | Catania           |
| 8                               | Anderson Miguel Nené         | Cagliari          |
| 7                               | Daniele de Rossi             | Roma              |
| 7                               | Abel Hernández               | Palermo           |
| 7                               | Klaas-Jan Huntelaar          | Milan             |
| 7                               | Davide Lanzafame             | Parma             |
| 7                               | Rodrigo Palacio              | Genoa             |
| 7                               | Simone Pepe                  | Udinese           |
| 7                               | David Trézéguet              | Juventus          |
| 7                               | Jaime Valdés                 | Atalanta          |
| 6                               | Nicola Amoruso               | Parma             |
| 6                               | Jonathan Biabiany            | Parma             |
| 6                               | Hernán Crespo                | Genoa             |
| 6                               | Abdelkader Ghezzal           | Siena             |
| 6                               | Vincenzo Iaquinta            | Juventus          |
| 6                               | Stevan Jovetić               | Fiorentina        |
| 6                               | Andrea Lazzari               | Cagliari          |
| 6                               | Maicon                       | Internazionale    |
| 6                               | Marco Marchionni             | Fiorentina        |
| 6                               | Tommaso Rocchi               | Lazio             |
| 6                               | Giuseppe Sculli              | Genoa             |
| 5                               | Sergio Almirón               | Bari              |
| 5                               | Amauri                       | Juventus          |
| 5                               | Igor Budan                   | Palermo           |
| 5                               | Daniele Conti                | Cagliari          |
| 5                               | Tomas Danilevičius           | Livorno           |
| 5                               | Germán Denis                 | Napoli            |
| 5                               | Diego                        | Juventus          |
| 5                               | Christian Maggio             | Napoli            |
| 5                               | Daniele Mannini              | Sampdoria         |
| 5                               | Riccardo Meggiorini          | Bari              |
| 5                               | Giandomenico Mesto           | Genoa             |
| 5                               | Takayuki Morimoto            | Catania           |
| 5                               | Simone Perrotta              | Roma              |
| 5                               | John Arne Riise              | Roma              |
| 5                               | Marco Rossi                  | Genoa             |
| 5                               | Alexis Sánchez               | Udinese           |
| 5                               | Clarence Seedorf             | Milan             |
| 5                               | Luca Toni                    | Roma              |
| 5                               | Juan Manuel Vargas           | Fiorentina        |
| 5                               | Simone Vergassola            | Siena             |
| 4                               | Matteo Brighi                | Roma              |
| 4                               | José Ignacio Castillo        | Fiorentina / Bari |
| 4                               | Giorgio Chiellini            | Juventus          |
| 4                               | Julio Ricardo Cruz           | Lazio             |
| 4                               | Michele Marcolini            | Chievo            |
| 4                               | Thiago Motta                 | Internazionale    |
| 4                               | Adrian Mutu                  | Fiorentina        |
| 4                               | Raffaele Palladino           | Genoa             |
| 4                               | Alberto Paloschi             | Parma             |
| 4                               | Wesley Sneijder              | Internazionale    |
| 4                               | Francesco Tavano             | Livorno           |
| 4                               | Cristian Zaccardo            | Parma             |
| 4                               | Marcelo Zalayeta             | Bologna           |
| 3                               | 37 játékos                   | 37 játékos        |
| 2                               | 48 játékos                   | 48 játékos        |
| 1                               | 73 játékos                   | 73 játékos        |
| Öngól: 10 játékos               |                              |                   |
| Forrás: www.footballdatabase.eu |                              |                   |

## Nemzetközi kupaszereplések

### 2009–2010-es UEFA-bajnokok ligája
- Rájátszás:

 Sporting  – Fiorentina (2–2, 1–1;  továbbjutott a Fiorentina 3–3-as   összesítéssel, idegenben lőtt több góllal)
- Csoportkör:

A csoport:
 Bordeaux – Juventus  (1–1, 2–0)
 Bayern München  – Juventus   (0–0, 4–1)
 Makkabi Haifa  – Juventus   (0–1, 0–1)
A Juventus a csoportjában a harmadik helyen végzett és kiesett az Európa-ligába.
C csoport:
 Marseille  – Milan   (1–2, 1–1)
 Zürich   – Milan    (1–0, 1–1)
 Real Madrid   – Milan    (2–3, 1–1)
A Milan a csoportjában a második helyen végzett és továbbjutott.
E csoport:
 Lyon   – Fiorentina   (1–0, 0–1)
 Liverpool   – Fiorentina     (0–2, 1–2)
 Debrecen   – Fiorentina    (3–4, 2–5)
A Fiorentina a csoportjában az első helyen  végzett és továbbjutott.
F csoport:
 Barcelona   – Internazionale    (2–0, 0–0)
 Rubin Kazany   – Internazionale      (1–1, 0–2)
 Dinamo Kijiv   – Internazionale     (2–2, 1–2)
Az Internazionale  a csoportjában a második helyen  végzett és továbbjutott.
- Egyenes  kieséses szakasz:

Nyolcaddöntő:
 Manchester United   – Milan    (3–2, 4–0;  továbbjutott a Manchester United 7–2-es összesítéssel)
 Bayern München    – Fiorentina    (2–1, 2–3;  továbbjutott a Bayern München 4–4-es    összesítéssel, idegenben lőtt több góllal)
 Chelsea     – Internazionale     (1–2, 0–1;  továbbjutott az Internazionale 3–1-es  összesítéssel)
Negyeddöntő:
 CSZKA Moszkva     – Internazionale     (0–1, 0–1;  továbbjutott az Internazionale 2–0-s  összesítéssel)
Elődöntő:
 Barcelona     – Internazionale     (1–3, 1–0;  továbbjutott az Internazionale 3–2-es  összesítéssel)
Döntő:
 Bayern München     – Internazionale 0–2

### 2009–2010-es Európa-liga
- Harmadik  selejtezőkör:

 KAA Gent     – Roma     (1–3, 1–7; továbbjutott a Roma 10–2-es összesítéssel)
- Rájátszás:

 Odense     – Genoa     (1–3, 1–1;  továbbjutott a Genoa 4–2-es összesítéssel)
 MFK Košice     – Roma     (3–3, 1–7;  továbbjutott a Roma 10–4-es összesítéssel)
 Elfsborg      – Lazio     (0–3, 1–0;  továbbjutott a Lazio 3–1-es összesítéssel)
- Csoportkör:

B csoport:
 Slavia Praha   – Genoa    (0–2, 0–0)
 Valencia    – Genoa    (3–2, 2–1)
 Lille    – Genoa     (3–0, 2–3)
A Genoa a csoportjában a harmadik helyen  végzett és kiesett.
E csoport:
 Basel    – Roma    (2–0, 1–2)
 CSZKA Szofija    – Roma    (0–2, 0–3)
 Fulham    – Roma     (1–1, 2–1)
A Roma  a csoportjában az első helyen  végzett és  továbbjutott.
G csoport:
 Red Bull Salzburg    – Lazio     (2–1, 2–1)
 Levszki Szofija     – Lazio     (0–4, 1–0)
 Villarreal     – Lazio     (1–2, 4–1)
A Lazio a  csoportjában a harmadik helyen  végzett és kiesett.
- Egyenes  kieséses szakasz:

A  legjobb 16 közé  jutásért:
 Ajax    – Juventus    (1–2, 0–0; továbbjutott a Juventus 2–1-es összesítéssel)
 Panathinaikósz     – Roma    (3–2, 3–2;  továbbjutott a Panathinaikósz 6–4-es  összesítéssel)
Nyolcaddöntő:
 Fulham    – Juventus    (1–3, 4–1;  továbbjutott a Fulham 5–4-es   összesítéssel)

### Összesítés
| Csapat         | Bajnokok Ligája | Bajnokok Ligája | Bajnokok Ligája | Bajnokok Ligája | Bajnokok Ligája | Bajnokok Ligája | Európa-liga | Európa-liga | Európa-liga | Európa-liga | Európa-liga | Európa-liga | Össz. | Össz. | Össz. | Össz. | Össz.  | Össz. | Státusz           |
| Csapat         | M               | Gy              | D               | V               | Rg–Kg           | Gk              | M           | Gy          | D           | V           | Rg–Kg       | Gk          | M     | Gy    | D     | V     | Rg–Kg  | Gk    | Státusz           |
| -------------- | --------------- | --------------- | --------------- | --------------- | --------------- | --------------- | ----------- | ----------- | ----------- | ----------- | ----------- | ----------- | ----- | ----- | ----- | ----- | ------ | ----- | ----------------- |
| Internazionale | 13              | 8               | 3               | 2               | 17–9            | +8              |             |             |             |             |             |             | 13    | 8     | 3     | 2     | 17–9   | +8    | Győztes (BL)      |
| Juventus       | 6               | 2               | 2               | 2               | 4–7             | -3              | 4           | 2           | 1           | 1           | 6–6         | 0           | 10    | 4     | 3     | 3     | 10–13  | -3    | Nyolcaddöntő (EL) |
| Milan          | 8               | 2               | 3               | 3               | 12–17           | -5              |             |             |             |             |             |             | 8     | 2     | 3     | 3     | 12–17  | -5    | Nyolcaddöntő (BL) |
| Fiorentina     | 10              | 6               | 2               | 2               | 21–12           | +9              |             |             |             |             |             |             | 10    | 6     | 2     | 2     | 21–12  | +9    | Nyolcaddöntő (BL) |
| Genoa          |                 |                 |                 |                 |                 |                 | 8           | 3           | 2           | 3           | 12–12       | 0           | 8     | 3     | 2     | 3     | 12–12  | 0     | Csoportkör (EL)   |
| Roma           |                 |                 |                 |                 |                 |                 | 12          | 7           | 2           | 3           | 34–17       | +17         | 12    | 7     | 2     | 3     | 34–17  | +17   | Legjobb 16 (EL)   |
| Lazio          |                 |                 |                 |                 |                 |                 | 8           | 3           | 0           | 5           | 12–11       | +1          | 8     | 3     | 0     | 5     | 12–11  | +1    | Csoportkör (EL)   |
| Összesen       | 37              | 18              | 10              | 9               | 54–45           | +9              | 32          | 15          | 5           | 12          | 64–46       | +18         | 69    | 33    | 15    | 21    | 118–91 | +27   |                   |

## Lásd még
2009–2010-es Serie B

2009–2010-es olasz kupa